# Wilgotność powietrza

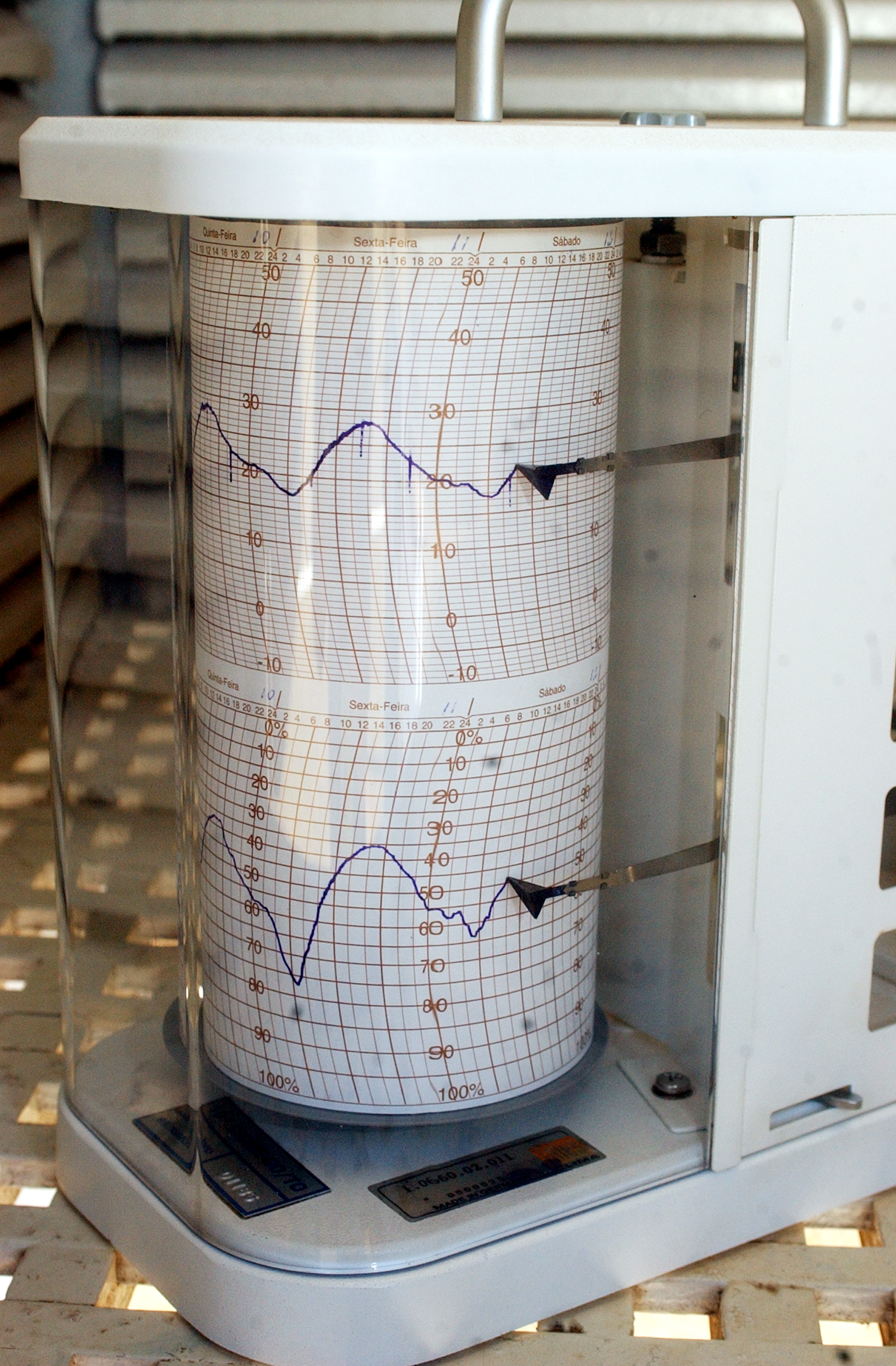
Przyrząd rejestrujący temperaturę i wilgotność względną powietrza

Maksymalna zawartość wody (kg/m³) w zależności od temperatury

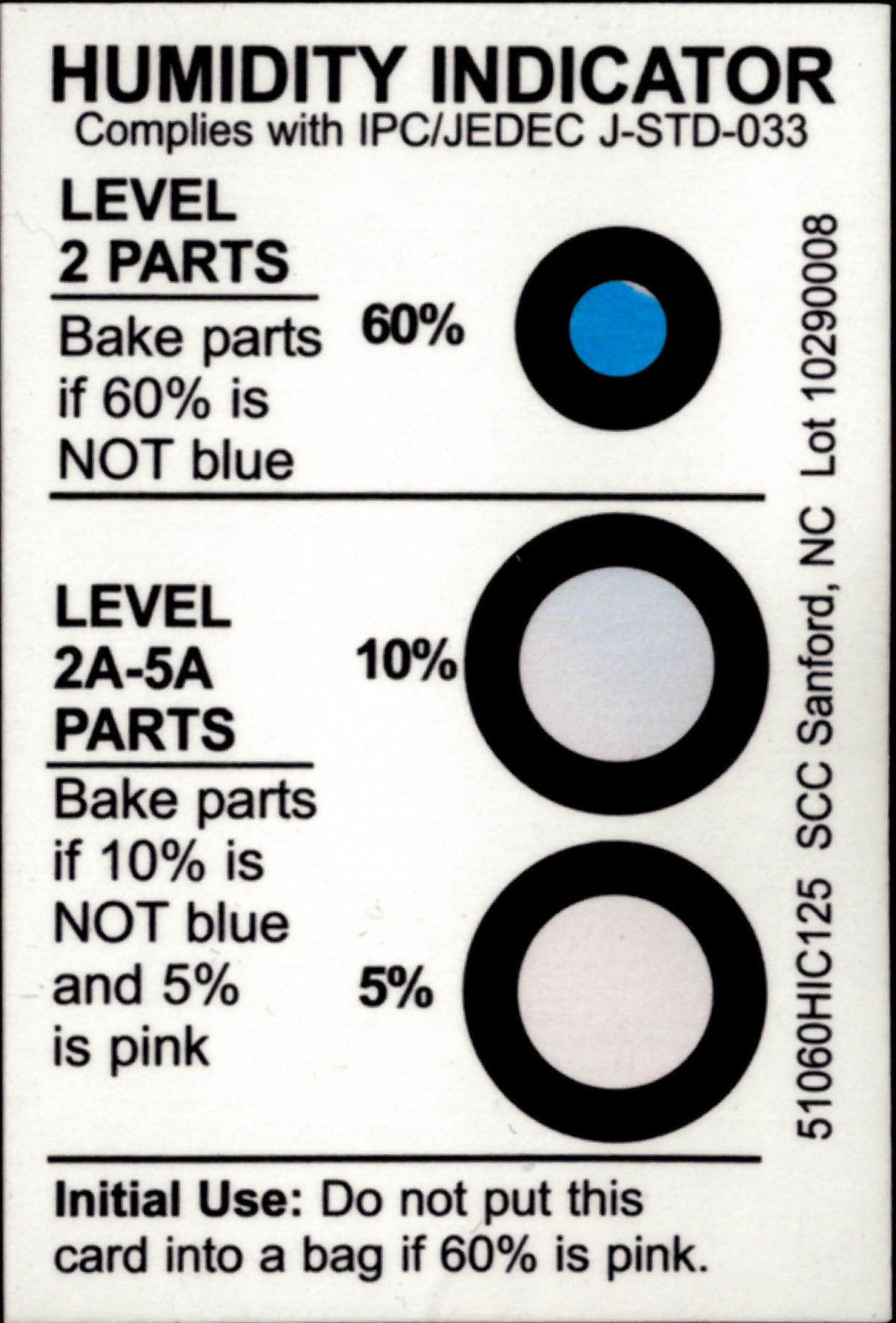
Wskaźnik wilgotności 60%, 10% i 5%

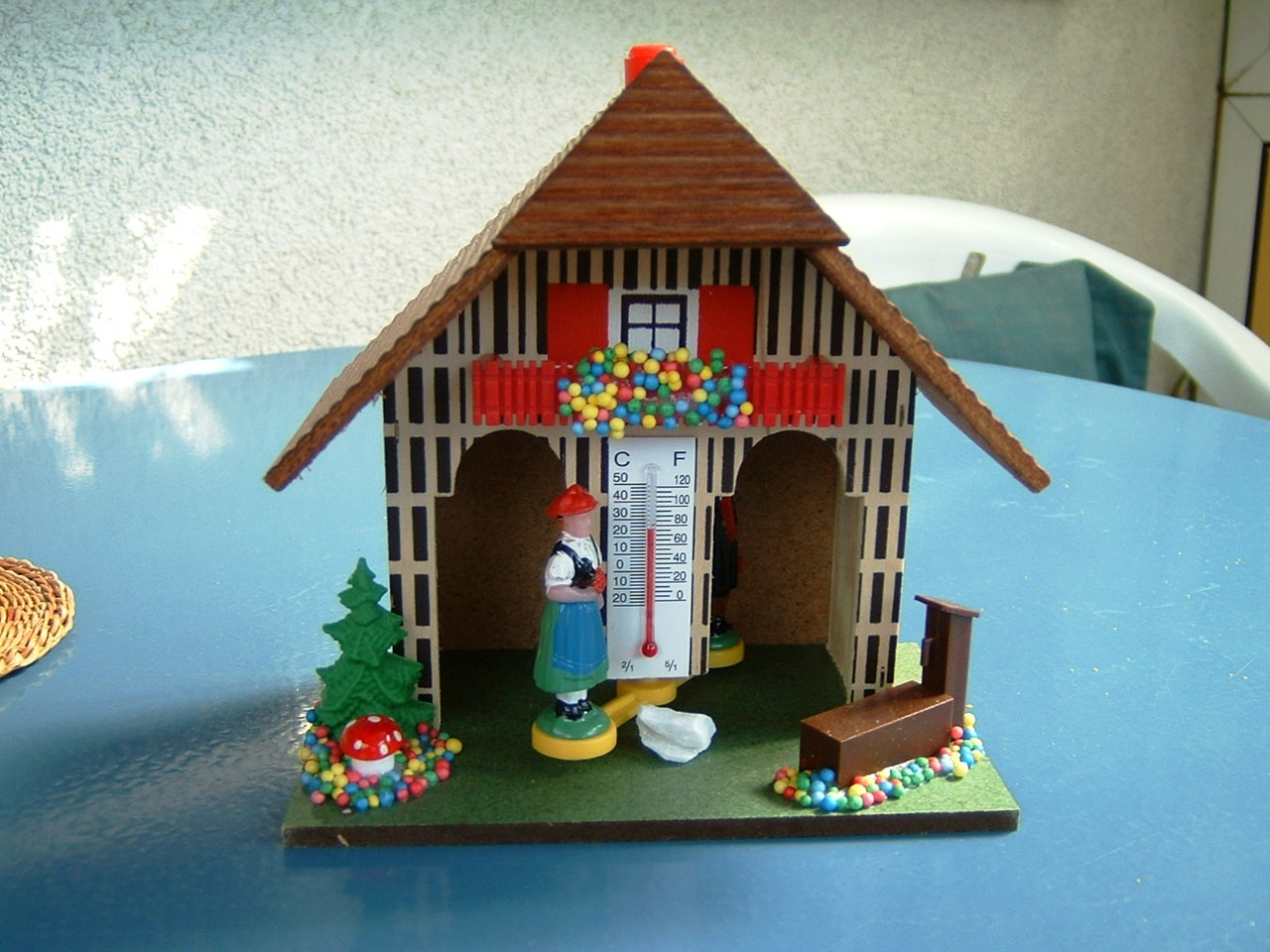
Higrometr w formie domku

Wilgotność powietrza – zawartość pary wodnej w powietrzu.
Wilgotność charakteryzuje się na różne sposoby. Najpopularniejsze to:
- wilgotność bezwzględna – masa pary wodnej wyrażona w gramach zawarta w 1 m³ powietrza,
- wilgotność właściwa – masa pary wodnej wyrażona w gramach przypadająca na 1 kg powietrza (powietrza ważonego razem z parą wodną),
- wilgotność względna – wyrażony w procentach stosunek ciśnienia cząstkowego pary wodnej zawartej w powietrzu do prężności pary wodnej nasyconej nad płaską powierzchnią czystej wody[1] w tej samej temperaturze,
- prężność pary wodnej – ciśnienie parcjalne (cząstkowe), wywierane przez parę wodną w powietrzu.
- temperatura punktu rosy – temperatura, w której nastąpi skraplanie pary wodnej zawartej w powietrzu.

Maksymalna, stabilna wilgotność bezwzględna, odpowiadająca wilgotności względnej 100%, czyli maksymalnej stabilnej ilości pary wodnej w określonej ilości powietrza, silnie zależy od temperatury powietrza. Im wyższa temperatura powietrza, tym więcej pary wodnej może się w nim znajdować.
Wilgotność powietrza należy do głównych wskaźników pogody i klimatu. Para wodna zawarta w powietrzu odgrywa ważną rolę, wskazuje prawdopodobieństwo wystąpienia opadów, rosy, mgły, przymrozków. Wyższa wilgotność zmniejsza skuteczność chłodzenia ciała przez pocenie, zmniejszając szybkość odparowywania wody ze skóry, co jest uwzględniane np. we wskaźniku Humidex. Wilgotność powietrza jest ważnym parametrem określającym jakość powietrza w pomieszczeniach.
Przekroczenie maksymalnej wilgotności, np. w wyniku obniżenia temperatury powietrza poniżej punktu rosy, powoduje skraplanie się pary wodnej. Dlatego właśnie powstaje wieczorna (nocna) rosa. Nagrzane w dzień powietrze może zawierać w sobie dużo pary wodnej. Gdy przychodzi noc, powierzchnia ziemi oraz powietrze ochładzają się, w wyniku czego spada maksymalna ilość pary wodnej, która może być w nim zawarta. Nadmiar pary wodnej skrapla się w powietrzu na jądrach kondensacji lub na chłodnych powierzchniach, tworząc na powierzchni ziemi kropelki rosy.

## Równowagowa prężność pary wodnej (stan nasycenia)
Prężność pary wodnej w równowadze z ciekłą wodą określana jest kilkoma wzorami. Jednym z nich jest tzw. formuła Magnusa lub Magnusa-Tetensa, określana wzorami:
{\displaystyle E=E_{0}\cdot e^{\frac {T\cdot A}{T+B}},}
lub
{\displaystyle E=E_{0}\cdot 10^{\frac {T\cdot A}{T+B}}.}
We wzorze tym współczynniki dobierane są tak, by równanie jak najlepiej pasowało do rzeczywistego ciśnienia równowagi. W zależności od przyjętych zakresów opracowano kilka zestawów wartości współczynników.
gdzie
{\displaystyle T} – temperatura w °C,
{\displaystyle E} – ciśnienie w hPa.
Wzór Tetensa (1930)
{\displaystyle E(T)=6{,}11\cdot 10^{\frac {7{,}5T}{237{,}3+T}},}
Wzór Bucka (1981)
{\displaystyle E(T)=6{,}1121\cdot e^{\frac {17{,}502T}{240{,}97+T}},}

## Związki między wielkościami
wilgotność bezwzględna (g/m³)
{\displaystyle a={\frac {m_{p}}{V}}=0{,}8{\frac {e_{w}}{1+m\cdot T}},}
wilgotność względna (%)
{\displaystyle f={\frac {e_{w}}{E}}100\%,}
gdzie:
- {\displaystyle m_{p}} – masa pary wodnej,
- {\displaystyle m} – współczynnik objętościowego rozszerzania gazów równy 1/273 (ok. 0,00366),
- {\displaystyle e_{w}} – prężność pary,
- {\displaystyle E} – maksymalna prężność pary,
- {\displaystyle T} – temperatura powietrza w °C[4].

Wilgotność względna powietrza 60% oznacza, że powietrze zawiera 60% ilości pary nasyconej, która mogłaby być w nim zawarta w tej temperaturze. Wilgotność 0% oznacza, że w powietrzu nie ma pary wodnej. Powietrze dobrze przybliża gaz doskonały dlatego maksymalna ilość pary może być wyrażona w jednostkach masy, ciśnienia, lub objętości.

## Pomiar
Przyrządy do pomiaru wilgotności powietrza to wilgotnościomierze, wśród których wyróżnia się higrometry i psychrometry. Higrometry działają w oparciu o zmianę właściwości ciał w wyniku pochłaniania wody z powietrza, najprostszym jest higrometr włosowy. Psychrometry mierzą wilgotność powietrza poprzez pomiar ochłodzenia ciała z którego paruje woda. Wilgotność wyznacza się też poprzez wyznaczanie punktu rosy.